# Православие в Андорре
Православие в Андорре — история и современное положение православного христианства в Андорре.
Христианизация андоррцев, вероятнее всего произошла при вестготах. В церковном отношении Андорра всегда подчинялась Римскому престолу, и после Великого раскола христианской церкви осталась в Западной церкви.
Появление православных в Андорре связано с послереволюционной эмиграцией из России. В 1934 году белый эмигрант Борис Скосырев был провозглашён королём, единственный за всю её историю этой страны, правда правил он совсем недолго — всего 14 дней. Однако правление Скосырева окончилось либерализацией политической и экономической системы и «открытием» Андорры миру, то есть достижением как раз тех целей, которые и декларировал Скосырев.
За зиму на курортах Андорры успевают побывать около 10 млн туристов, многие из которых являются представителями православных народов.
К 2013 году в Андорре сложилась русская православная община. 27 января 2013 года в католическом храме в честь святой Иулии в городе Сан-Жулиа-де-Лория игумен Серафим (Павлов) совершил первую Божественную литургию. С тех пор богослоужения стали регулярными (раз в 1-2 месяца)